# Bettina Campell
Bettina Campell (născută Elizabeth Jongkind la 25 mai 1974) este o actriță porno din Țările de Jos.

## Premii și nominalizări
- 2000: Venus Award „Beste Darstellerin Europa“
- 2000: Venus Award „Bester Darstellerin International“
- 2000: European-X-Festival in Brüssel: „Best Hardcore Actrice Starlet“